# Дворучни мач
Дворучни мач је општи термин који се може користити за било који велики мач дизајниран да се превасходно користи са две руке.
Енглески језик и терминологија која се користи у класификацији мачева је непрецизан, и широко варира током времена. Историјски услови без општег консензуса дефиниције (као што су "паласх", "дуг мач", "кратак мач", "Копиле мач", "дворучни мач", "мач са пуном оштрицом."мач двоструким сечивом мач" и "дворучни мач") су коришћени за обележавање оружја слични по изгледу, али различитих историјских периода и технологије производње, често описујући њихове величине и облика у поређењу са другим независних оружја, без обзира на њихову намену и стил борбе. У модерно време, многи од ових појмова су дате конкретне, често произвољне вредности није у вези са било којим од своје историјске вредности.

## Терминологија
Неки од ових термина се одвијају истовремено са оружјем које они описују. Други модерни или раној модерној терминологији антиквары, кустосаи модерне мачем љубитеље историјских мачева.
Терминологија компликује термини, унете и погрешно у 19. веку код антиквара и 20. века поп-културе, и кроз додавање нових појмова, као што су "велики мач", "Zweihänder" (уместо Bidenhänder), као и ударац мачем. Историјски Европским борилачке вештине организација претворила термин рецесије да лато у "страни-мач". Поред тога, постоји застарели термин паласх ових организација. Све те поново унео или редефинисана мачем условима додај у конфузију у овом питању.